# Против Леохара о наследстве Архиада
«Против Леохара о наследстве Архиада» — судебная речь, которую приписывают древнегреческому оратору Демосфену. Сохранилась в составе «демосфеновского корпуса» под номером XLIV. Была произнесена, по одной из версий, после 330 года до н. э.
Речь была произнесена в ходе судебной тяжбы о наследстве Архиада. После смерти этого афинянина его приёмным сыном был объявлен внук его сестры Леократ. Последний передал наследство своему сыну Леострату, а сам вернулся в прежнюю семью. Леострат поступил так же, передав права своему сыну Леократу, но тот вскоре умер бездетным. Тогда о своих правах заявил Аристодем, внук брата Архиада. Леострат, чтобы снова заполучить наследство, попытался вернуться в семью Архиада, а потом передать права на спорное имущество ещё одному своему сыну Леохару.
Речь «Против Леохара» написана для Аристодема, за которого говорил его сын. Она показывается, насколько запутанным было афинское наследственное право. Многие исследователи считают, что автором речи был не Демосфен, а какой-то другой автор: в тексте слишком много ненужных повторов, нет характерной для дЕмосфена стилистики.